# Субъективность
Субъекти́вность — выражение представлений мыслящего субъекта (например, человека) об окружающем мире, его точки зрения, чувства, убеждения и желания.
В философии термин противопоставляется объективности.

## Квалиа
Субъективность может относиться к конкретной, отличной от других интерпретации любого аспекта опыта. Опыт всегда является уникальным для человека, испытывающего его, его квалиа, которые существуют только в сознании этого человека. Хотя источник опыта объективен и доступен для каждого, (как, например, каждому доступна длина волны конкретного луча света), опыт сам по себе доступен только для субъекта (качество света — его цвет).

## Субъективность в науке
Субъективность часто встречается в теоретических построениях, измерениях и концепциях (даже против воли тех, кто пытается быть объективным) — в естественных и точных науках целью является удаление субъективности из утверждений и экспериментов. В таких научных областях, как физика, биология, информатика, химия пытаются устранить субъективность из своей методологии, теории и результатов, и это сегодня составляет значительную часть процесса исследования в этих областях.
В то же время в гуманитарных и общественных науках важной является нравственная окраска знания. В связи с этим важную роль играет понятие личностной правды: везде, где познание разворачивается вокруг человека, познающий не имеет возможности оставаться безучастным наблюдающим — он трансформируется вместе с познанием; знание обрастает нравственной компонентой; гносеология становится гносеургией; истина гуманитарного познания отождествляется с правдой.

## Субъективность любой точки зрения
Субъективность является единственным способом, с помощью которого мы познаём мир, математически, научными методами или иным способом. Мы разделяем субъективность на общечеловеческую и индивидуальную, и все теории и философские концепции, которые формируют наше понимание математики, науки, литературы, любое понятие, которое мы имеем о мире, основано на общечеловеческой или индивидуальной точке зрения. Субъективность внутри нас является только истиной, несмотря на предположение о субъективности «истины», которое мы делаем. Создание мировоззрения внутри нас является субъективным, наряду с существованием концепции открытия или создания идей.

## Субъективность и объективность
Этот термин противопоставляется понятию объективности, которое используется для описания общечеловеческого представления Вселенной в том виде, как она есть, с позиции, свободной от человеческого восприятия и влияния, без общечеловеческого культурного вмешательства, прошлого опыта и независимо от ожидаемого результата.